# Object Linking and Embedding

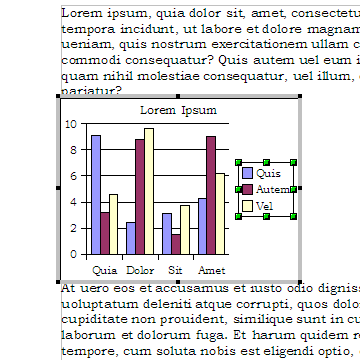
Een OpenOffice.org grafiek ingesloten als OLE-object in een OpenOffice.org tekstdocument

Object Linking and Embedding (OLE) is een techniek ontwikkeld door Microsoft. OLE zorgt voor communicatie tussen verschillende applicaties binnen Windows. Dit maakt het in de praktijk bijvoorbeeld mogelijk om in Word andere bestandstypen, zoals JPEG, in te voegen of als verwijzing op te nemen in het document. Een ander voorbeeld waarin OLE van pas komt, is wanneer secties in afzonderlijke documenten bewerkt worden en vervolgens als subdocumenten later gecombineerd worden in een hoofddocument.

## Ontwikkeling
- 1991 - Eerste versie van OLE werd in gebruik genomen. Deze versie was een opvolger van de verouderde Dynamic Data Exchange-techniek (DDE), die in vroegere versie van Windows gebruikt werd. DDE kon uitwisseling van een zeer beperkte hoeveelheid gegevens tussen twee programma's afhandelen. OLE 1.0 maakte het toen mogelijk om (delen van) Excelsheets in Worddocumenten in te voegen.
- 1993 - Uitgave van OLE 2.0 als opvolger van OLE 1.0. Deze vernieuwde uitgave was een herimplementatie van zijn voorganger die gebruik maakte van de Component Object Model-techniek. Tevens zijn de functionaliteiten uitgebreid.
- 1996 - OLE 2.0 werd hernoemd door Microsoft tot ActiveX.
- OLE for Process Control (OPC) is een aanpassing van de OLE-techniek die speciaal bedoeld is voor real-time-gegevens. Het wordt in veel moderne procesbesturingssystemen ondersteund.

## OLE DB
Met OLE DB (Object Linking and Embedding, Database) richtte Microsoft zich specifiek op het uniform benaderen van databasegegevens via een Application Programming Interface (API). De API werd uitgebreid zodat het ook mogelijk is om gegevensbronnen te benaderen die niet op SQL gebaseerd zijn, zoals objectgeoriënteerde databases en spreadsheets.